# Rickera
Rickera is een geslacht van steenvliegen uit de familie Perlodidae. De wetenschappelijke naam van het geslacht is voor het eerst geldig gepubliceerd in 1954 door Jewett.

## Soorten
Rickera omvat de volgende soorten:
- Rickera sorpta (Needham & Claassen, 1925)